# RFEM
RFEM ist eine 3D-FEM-Software zur statischen Berechnung und Bemessung von Stahl-, Stahlbeton-, Holz-, Glas- und Membran-Strukturen, für den Anlagen- und Maschinenbau sowie für dynamische Analysen und die Analyse von Stahlanschlüssen.
Mit der API-Technologie Webservices können eigene Applikationen durch die Ansteuerung der in RFEM enthaltenen Objekte erstellt werden. Mit der Bereitstellung von Bibliotheken und Funktionen können somit eigene Nachweise mithilfe der Programmiersprachen Python und C# entwickelt werden.
RFEM wird nach Eigenaussage von über 13.000 Firmen, 130.000 Anwendern und vielen Hochschulen in 132 Ländern verwendet. Im Rahmen des Forschungsprojektes "Thermal Imaging and Structural Analysis of Sandstone Monuments in Angkor" wurde RFEM zur Erstellung numerischer Modelle und für Tragwerksanalysen verwendet.

## BIM-Integration
RFEM verfügt über diverse Schnittstellen für den Datenaustausch im Rahmen des BIM-Prozesses. Dabei werden alle relevanten Strukturdaten in einem dreidimensionalen Modell digital erfasst, das alle Planungsprozesse durchläuft. So werden beispielsweise in den CAD- und Statik-Programmen keine unterschiedlichen Modelle verwendet, sondern es erfolgt ein direkter Austausch ein und desselben Modells.
Neben direkten Schnittstellen zu Autodesk AutoCAD, Autodesk Revit Structure, Autodesk Structural Detailing, Bentley-Systems-Applikationen (ISM), Tekla Structures, Rhino und Grasshopper verfügt RFEM unter anderem über Schnittstellen für IFC und CIS/2.

## Material- und Querschnitts-Bibliotheken, Lastgenerierung
Die Material-Bibliothek von RFEM umfasst verschiedene Arten von Beton, Metall, Holz, Glas, Folien, Gasen und Böden.
Die Querschnitts-Bibliothek von RFEM beinhaltet gewalzte, zusammengesetzte, dünnwandige und massive Querschnitte für Beton, Holz und Stahl. Zusätzlich stehen beliebige offene und geschlossene dünnwandige oder massive Profile aus dem Programm RSECTION zur Verfügung.
Mit in RFEM integrierten Tools lassen sich Wind-, Schnee-, Öffnungs- und andere Lasten erzeugen sowie Flächenlasten in Stablasten umwandeln. Durch integrierte CFD-Windsimulation können zudem Windlasten über das Programm RWIND generiert werden.